# Сидорова Ганна Володимирівна
Га́нна Володи́мирівна Си́дорова (рос. Анна Владимировна Сидорова) (нар. 6 лютого 1991, Москва, РРФСР) — російська спорстсменка, гравець у керлінг. Учасниця Зимових Олімпійських ігор у Ванкувері та Сочі. Капітан (скіп) жіночої команди Росії з керлінгу.

## Життєпис
З 6 до 13 років займалася фігурним катанням, але після травми ноги була змушена покинути кар'єру фігуристки. Спробувала себе у керлінгу і за півтора місяця стала кандидатом у майстри спорту.
З 2009 року залучається до лав першої збірної Росії з керлінгу. У її складі брала участь у чемпіонатах Європи та світу. 2012 року збірна під проводом Сидорової взяла «золото» на чемпіонаті Європи у Карлстаді.
Учасниця Зимових Олімпійських ігор у Ванкувері та Сочі.

## Досягнення
- Молодіжний чемпіонат світу з керлінгу
  - Бронзовий призер (2011, 2012)
- Зимова Універсіада
  - Золотий призер (2013)
  - Бронзовий призер (2011)
- Чемпіонат Європи з керлінгу
  - Золотий призер (2013)
  - Бронзовий призер (2012)
- Майстер спорту Росії міжнародного класу[2]